# Janduí Carneiro
José Janduí Carneiro (Pombal, 20 de julho de 1903 — 7 de junho de 1975) foi um político brasileiro. Exerceu o mandato de deputado federal constituinte pela Paraíba em 1946.

## Política
Em 1930, foi eleito prefeito de Pombal, cumprindo um mandato. De 1942 a 1945, atua como diretor do Departamento de Saúde e secretário do Interior e Segurança Pública da Paraíba.
Com o fim do Estado Novo e resultante reconstitucionalização do Brasil, é eleito no pleito de 1945 como deputado federal constituinte pela Paraíba, sob o Partido Social Democrático (PSD). Após a publicação nova Constituição no ano seguinte, passa a cumprir o mandato ordinário. Em 1948, participa do Plano SALTE do presidente Eurico Gaspar Dutra (1946-1951) como relator na Comissão de Saúde da Câmara dos Deputados.
É eleito como deputado federal pela Paraíba em 1950, ainda pelo PSD, conseguindo a reeleição em 1954, 1958 e 1962. Torna-se vice-líder do Partido Social Democrático na Câmara em 1965.
Com o início do Regime Militar em 1964 e a posterior aprovação do Ato Institucional nº 2 em 1965, que abole os partidos políticos e instaura o bipartidarismo, lança-se pelo Movimento Democrático Brasileiro (MDB) e é reeleito novamente em 1966, 1970 e 1974, atuando como membro das comissões de Saúde e de Finanças, presidente da Comissão de Orçamento e vice-presidente da Comissão de Ciência e Tecnologia da Câmara ao longo de sua posse.
Falece em 7 de junho de 1975, pouco tempo após assumir seu oitavo mandato como deputado federal.

## Vida pessoal
Era filho de João Vieira Carneiro e de Maria Carvalho Carneiro. Formou-se em medicina em 1926 na Faculdade Nacional de Medicina da Universidade do Rio de Janeiro, com especialização em neuropsiquiatria e saúde pública.
Casou-se com Diva Dunshee de Abranches, tendo cinco filhos.
Seu irmão, Rui Carneiro, tio, Daniel Vieira Carneiro, e primo, Alcides Vieira Carneiro, também atuaram no campo político, pelos estados da Paraíba e Ceará.

## Publicações
- Democratização do uso da medicina no Brasil (1947)[1]
- Discursos parlamentares[1]